# Kenyū Horiuchi
Kenyū Horiuchi (堀内 賢雄 Horiuchi Ken'yū?,  Gotenba, Prefectura de Shizuoka, 30 de julio de 1957) es un reconocido actor de voz japonés. En 2002, Horiuchi fundó su propia agencia de actuación de voz, Kenyu Office. Previamente estuvo afiliado a Production Baobab. Horiuchi estuvo casado con la también actriz de voz Naoko Matsui, pero ambos se divorciaron. Actualmente está casado con la locutora Chihiro Natsuzaka, con quien tiene dos hijos. También es el doblador japonés oficial de Brad Pitt, Charlie Sheen y John Stamos.

## Filmografía

### Anime
- After War Gundam X (Jamil Neate)
- Angelique (Oscar)
- Black Clover (Lotus Whomalt)
- Bleach (Amagai Shuusuke)
- B't X (Metalface)
- Captain Tsubasa (Hajime Taki, Pierre y Sorimachi)
- Cowboy Bebop (Gren)
- Darling in the Franxx (Werner Frank)
- Digimon Tamers (Indaramon)
- Dorohedoro (En)
- Garo: Honoo no Kokuin (German Luis)
- Hajime no Ippo: New Challenger (Suguru Takamura)
- Hataraki Man (Narita)
- HeartCatch PreCure! (Coupé)
- Hunter x Hunter (2011) (Koala e Ikarugo)
- Joker Game (Teniente coronel Yūki y Akira Arisaki -ep 10-)
- Konjiki no Gash Bell! (Kieth)
- Koroshi Ai (Euripedes Ritzlan)
- Kyatto Ninden Teyandee (narrador)
- Mahoraba (Yukio Haibara (Johnny)
- Mister Ajikko (Chef Shimonaka)
- Ergo Proxy (Will B. Good)
- Nadia: el Secreto de la Piedra Azul (Sanson)
- Naruto (Tobirama Senju)
- Naruto Shippuden (Pain, Nagato, Tobirama Senju)
- No Guns Life (Mega-armed Tokisada)
- Oda Cinnamon Nobunaga (Oda Cinnamon Nobunaga)
- One Piece (Kin'emon)
- Onihei Hankachō (Heizō Hasegawa)
- Petite Princess Yucie (Gunbard)
- Pokémon (Profesor Oak/Gabriel Oak/Narrador, desde 2018)
- Re:Zero kara Hajimeru Isekai Seikatsu (Wilhelm van Astrea)
- Saber Marionette J (Gettel)
- Saint Seiya: Soul of Gold (Dohko de Libra)
- Sekaiichi Hatsukoi (Takafumi Yokozawa)
- Shaman King (Mikihisa Asakura, Ponchi)
- Shangri-La (Takehiko)[1]
- Spy × Family (Matthew McMahon)
- Suite PreCure (Mephisto)
- Tekkaman Blade (Balzac Asimov)
- Toriko (Ichiryū)
- Transformers 2010 (Springer)
- Ultraman Story (Ultraman)
- Yakitate!! Japan (Brad Kidd)
- Yōjo Senki (Anson Sioux)
- Yū Yū Hakusho (Hokushin).

### OVA
- Bubblegum Crisis (Daley)
- Onihei: Sono Otoko, Heizou Hasegawa (Heizō Hasegawa)
- RG Veda (Bishamon-ten)
- Saint Seiya: La Saga de Hades (Dohko de Libra [Joven])
- Saint Seiya The Lost Canvas (Hakurei del Altar)

### Películas de anime
- One Piece: Nejimaki Shima no Bouken (Borodo)
- Saint Seiya: Overtura a la Saga del Cielo (Dohko de Libra)
- Psycho-Pass 3: First Inspector (Kōichi Azusawa)

### CD Drama
- Kaettekita! 2-nen D-gumi Sakuma-sensei (Teniente coronel Yūki)
- Soreike! 2-nen D-gumi Sakuma-sensei (Teniente coronel Yūki)

### Videojuegos
- Captain Tsubasa: Dream Team (Kazuki Sorimachi y Hajime Taki)
- Serie de Metal Gear (Raiden)
- Metal Gear Solid 3: Snake Eater (Major Ivan Raidenovitch Raikov)
- Serie de Super Robot Wars (Irmgard Kazahara)
- Saint Seiya: Chapter-Sanctuary (Dohko de Libra)
- Saint Seiya: The Hades (Dohko de Libra)
- Skylanders: Spyro's Adventure (Flynn)
- Skylanders: Giants (Flynn)
- Tales of Berseria (Artorius Collbrande)

### Doblaje
- Ben Affleck
- Brad Pitt
- Charlie Sheen
- Ben Stiller
- Alias (Michael Vaughn)
- Beverly Hills, 90210 (Steve Sanders)
- Brandy & Mr. Whiskers (Mr. Whiskers)
- Dark Angel (Logan)
- Das Boot (Lieutenant Werner)
- Full House (Jesse Katsopolis)
- Ghost (Sam Wheat)
- Godzilla: The Series (Nick Tatopoulos)
- High Fidelity (Rob Gordon)
- L.A. Law (Victor Sifuentes)
- Minority Report (John)
- Mrs. Doubtfire (Stuart Dunmeyer)
- The Mummy (Rick O'Connell)
- Pecola (Gazelle)
- Point Break (Johnny Utah)
- Seinfeld (Jerry Seinfeld)
- Sin City (Dwight)
- A Sound of Thunder (Travis Ryer)
- Star Wars (Han Solo)
- Team America: World Police (Joe)
- Teenage Mutant Ninja Turtles (Leonardo)
- Will & Grace (Will Truman)

## Música
- Junto con Kumiko Takizawa y Toshiharu Sakurai cantó el tema Ai no San'nin-gumi (愛の3人組) aparecido en el episodio 34 del anime Fushigi no Umi no Nadia.[2]